# 二二八事件處理及賠償條例
《二二八事件處理及賠償條例》（原稱《二二八事件處理及補償條例》）是中華民國在1995年（民國84年）的制定的條例，並於其後經過多次修正。其訂定目的係「處理二二八事件補償事宜」，並「使國民瞭解事件真相，撫平歷史傷痛，促進族群融和」。

## 背景——二二八事件
1947年2月27日，中華民國臺灣省省會臺北市市民林江邁販售私菸，兩名專賣局的查緝員前去盤查，開槍示警時不慎擊斃一名圍觀民眾，並導致另一名民眾受傷。次日，民眾前往當時全省最高行政機構行政長官公署（相當於臺灣省政府）抗議，遭公署衛兵開槍掃射，不滿民眾群起反抗政府，並由臺北市蔓延至全臺灣本島。
3月初，中國國民黨執政下的中華民國政府從大陸調派援兵抵臺，雖然總統蔣中正嚴令禁止軍警報復民眾，但台灣省行政長官陳儀卻沒有遵守蔣中正的命令。事後，臺灣省警備總司令陳誠頒布《臺灣省戒嚴令》，立法院又通過《懲治叛亂條例》，整起事件讓台灣進入臺灣白色恐怖時期。
二二八事件在當時的臺灣是政治禁忌話題，臺灣解嚴後才逐漸開放討論。

## 條例訂定
1995年2月28日，時任中華民國總統、中國國民黨主席的李登輝在二二八和平紀念碑落成典禮上，以國家元首身分代表政府致歉；同年3月23日，立法院制定通過《二二八事件處理及補償條例》，全文十六條，並在4月7日由李登輝公布。李登輝聲稱，這是二二八事件轉型正義的第一步。
和平紀念日的訂定、財團法人二二八事件紀念基金會的設立，其法源依據都是本條例。

### 後續修正
此條例在李登輝後的歷任總統（陳水扁、馬英九……）任期內皆有修正，截至2017年12月25日為止，最後一次修正此條例是在民國102年（2013年；馬政府時期）中。2007年，陳水扁政府將此《二二八事件處理及補償條例》改稱《二二八事件處理及賠償條例》。
2017年12月26日，立法院三讀通過此條例修正案，修正內容包括賠償資格從受難者擴增到受難者「或其家屬」等。。